# (359) Георгия
(359) Георгия (англ. George II) — типичный астероид главного пояса, который был открыт 10 марта 1893 года французским астрономом Огюстом Шарлуа в обсерватории Ниццы и назван в честь основателя Гёттингенского университета, английского короля Георга II.

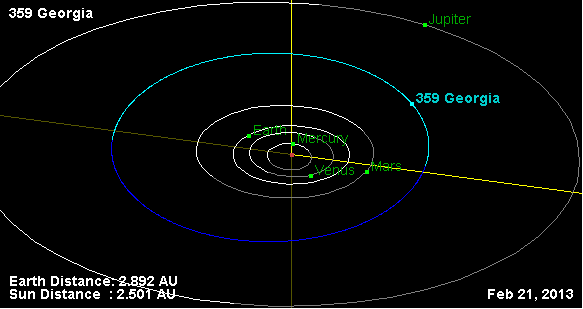
Орбита астероида Георгия и его положение в Солнечной системе